# 葵太夫
葵 太夫（あおい たゆう）（芸名・朱伽（あやか）、本名・中川佳永（なかがわ・よしえ））は嶋原太夫、タレント。京都市山科区出身。母は同じく太夫の司太夫。
1987年1月19日生まれ。島原にて2歳8ケ月から禿（かむろ・太夫の身の回りを世話する おつきの童女）、12歳（中学1年生）より振袖太夫（ふりそでたゆう・太夫の見習い、芸妓に対する舞妓のようなもの）となり、嶋原のしきたりを学んだ。幼少より和の世界に親しみ、5歳より京舞を習い始める。一方で、高校卒業後は志望していた声優になるため、専門学校に進学。専門学校卒業後は、映画・舞台・ドラマでの役者の他に声優、ナレーターやMCなど幅広く活動する傍ら、アイドルユニット「Am☆（アム）」のメンバーとしてもライブ等の活動をしていた。
2013年11月、アイドル活動を休止。正式に太夫としての活動に専念するため、あらためて修業を始める。2014年11月26日、下鴨神社にて島原の太夫「葵太夫」としてお披露目。昔ながらに禿、振袖太夫より修業を積み、正式に太夫としてお目見えした太夫は半世紀ぶりのこととなる。

## 出演作品
- ドラマ「京都へおこしやす!」-舞妓・君ふく役（中川佳永名義、2008年)
- 映画「舞妓はレディ」（2014年公開）

そのほか、俳優、声優、ナレーター、ＭＣ、アイドルとしての活動多数